# Pondfarm
De Pondfarm is een boerderij gelegen in de Roeselarestraat te Sint-Juliaan, een West-Vlaams dorp in de regio Langemark-Poelkapelle. Het bevond zich tijdens de Eerste Wereldoorlog midden in de frontstreek. Naast de collectie van oorlogsvondsten, kunnen bezoekers er ook een replica van een tank en een Duitse bunker uit de oorlog bezichtigen.

## Private collectie (oorlogsmuseum)
In 2003 begon Stijn Butaye, die op de Pondfarm woont, met het verzamelen van oorlogsrelieken. Alles wat gevonden werd bij het ploegen van de velden rond de boerderij en met behulp van actieve metaaldetectie werd grondig geïnventariseerd. Van alle vondsten werden er foto's genomen. Deze werden gesorteerd op datum: geweren, bajonetten, schopjes, kogels, knopen … Dit groeide zo uit tot een uitgebreide privé-collectie.
DOVO (Dienst voor Opruiming en Vernietiging van Ontploffingstuigen) haalt er eenmaal per jaar gevaarlijke munitie uit de oorlog op (vroeger was dit een aantal keer per jaar).
Het Logo van de Pondfarm (Pondfarm-Remember Unite) bevat de kleuren van de vier symbolische bloemen uit de Eerste Wereldoorlog. Belgische madelief (wit), Duitse vergeet-mij-nietje (lichtblauw), Britse poppy (rood) en de Franse korenbloem (paars).

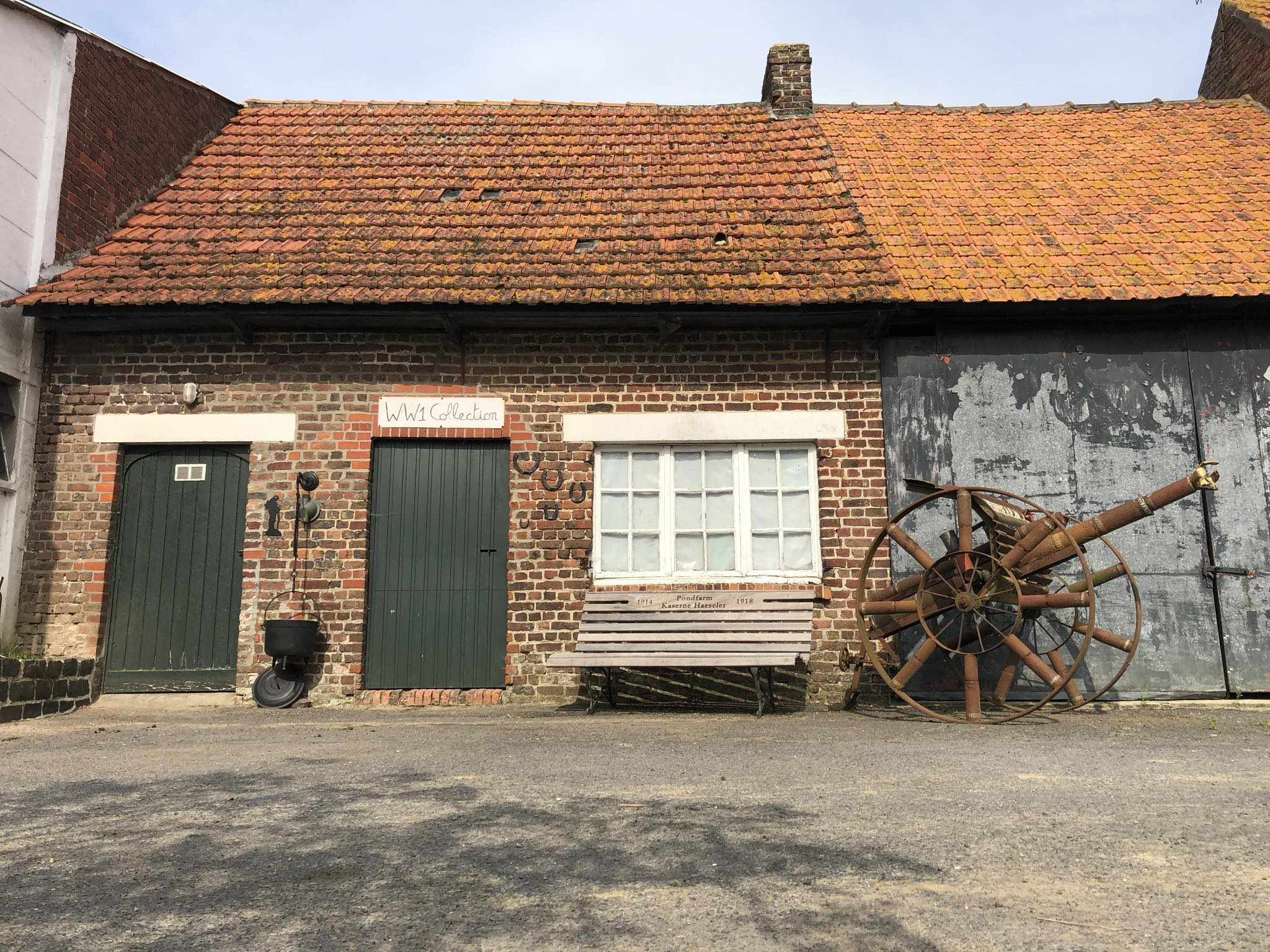
Ingang Pondfarm
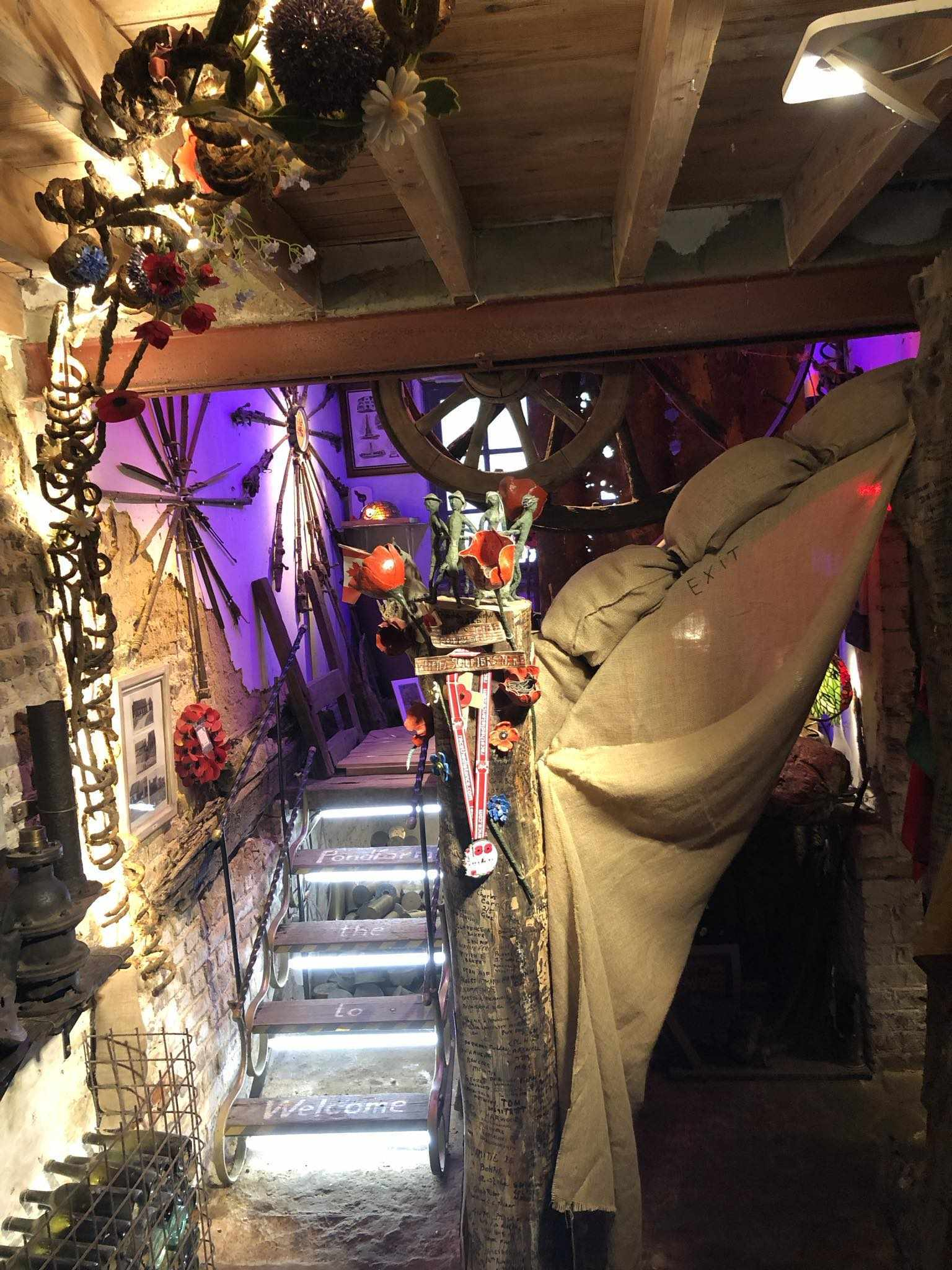
Pondfarm - private collectie
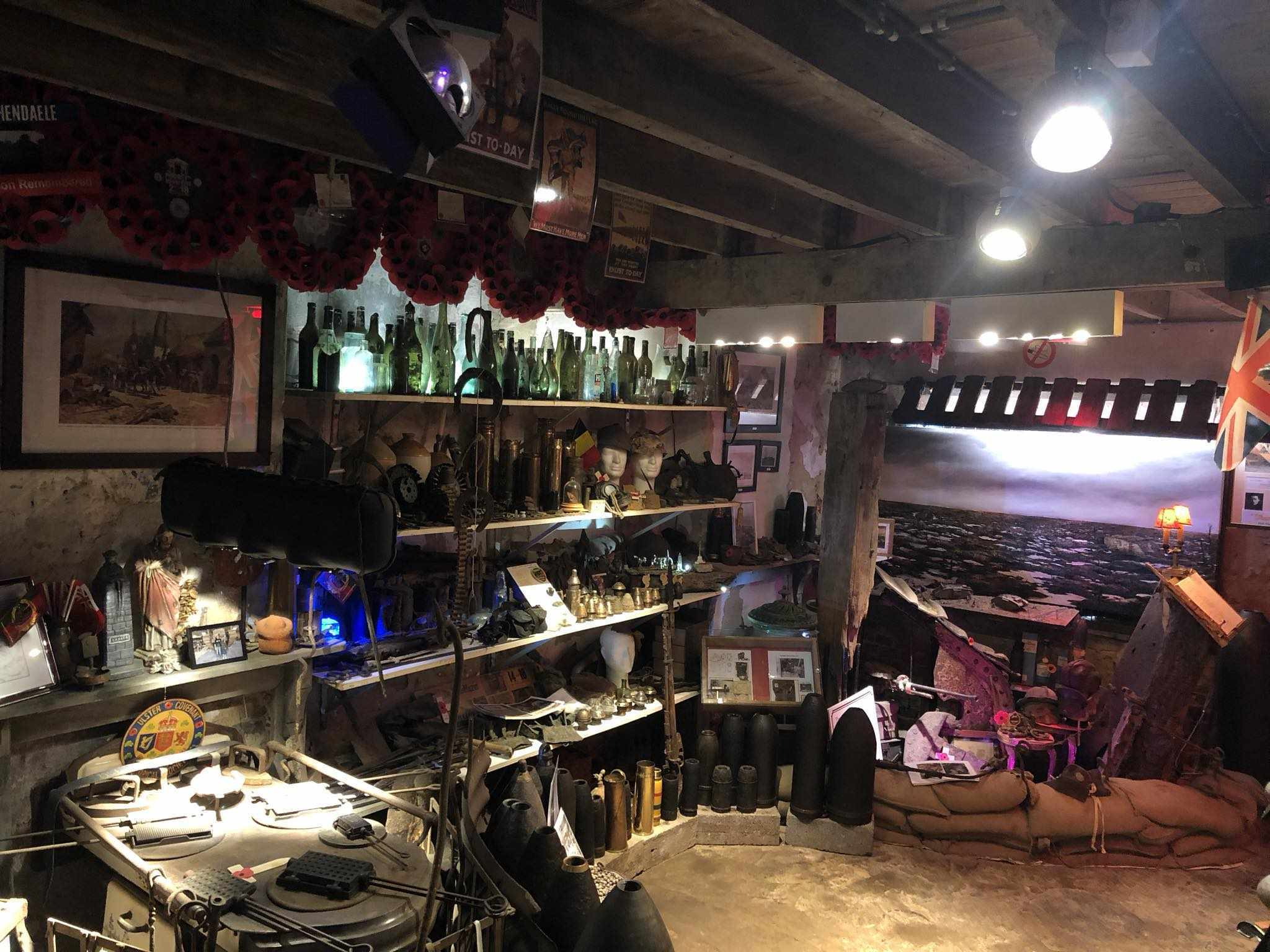
Pondfarm - private collectie

## Kazerne Haeseler
Kazerne Haeseler 2 is een overgebleven Duitse bunkerconstructie uit de Eerste Wereldoorlog. Ze maakte deel uit van de Duitse Albrecht-Stellung, een onderdeel van de Flandern I-stelling. De Pondfarm kende tijdens de wereldoorlog verschillende bezetters.
| Jaartal | Bezetting Pondfarm |
| ------- | --- |
| 1914    | Britten (herfst 1914 - voorjaar 1915) |
| 1915    | Britten + Canadese 2e Infantry Brigade: verdediging vanuit Pondfarm                                                                                      |
| 1915    | Duitsers (24/04/1915) Na de Duitse gasaanval (22/04/1915)                                                                                                |
| 1917    | Britten (31/07/1917) Verovering Pondfarm/Sint-Juliaan door de 39th Division Duitsers: Pondfarm werd enkele dagen later terug ingenomen door de Duitsers. |
| 1917    | Britten: Herverovering Pondfarm door de 39th Division (3/08/1917)                                                                                        |
| 1918    | Duitsers: Sint-Juliaan viel terug onder Duitse bezetting (april 1918)                                                                                    |
| 1918    | Belgen: Tijdens het Bevrijdingsoffensief (september 1918)                                                                                                |

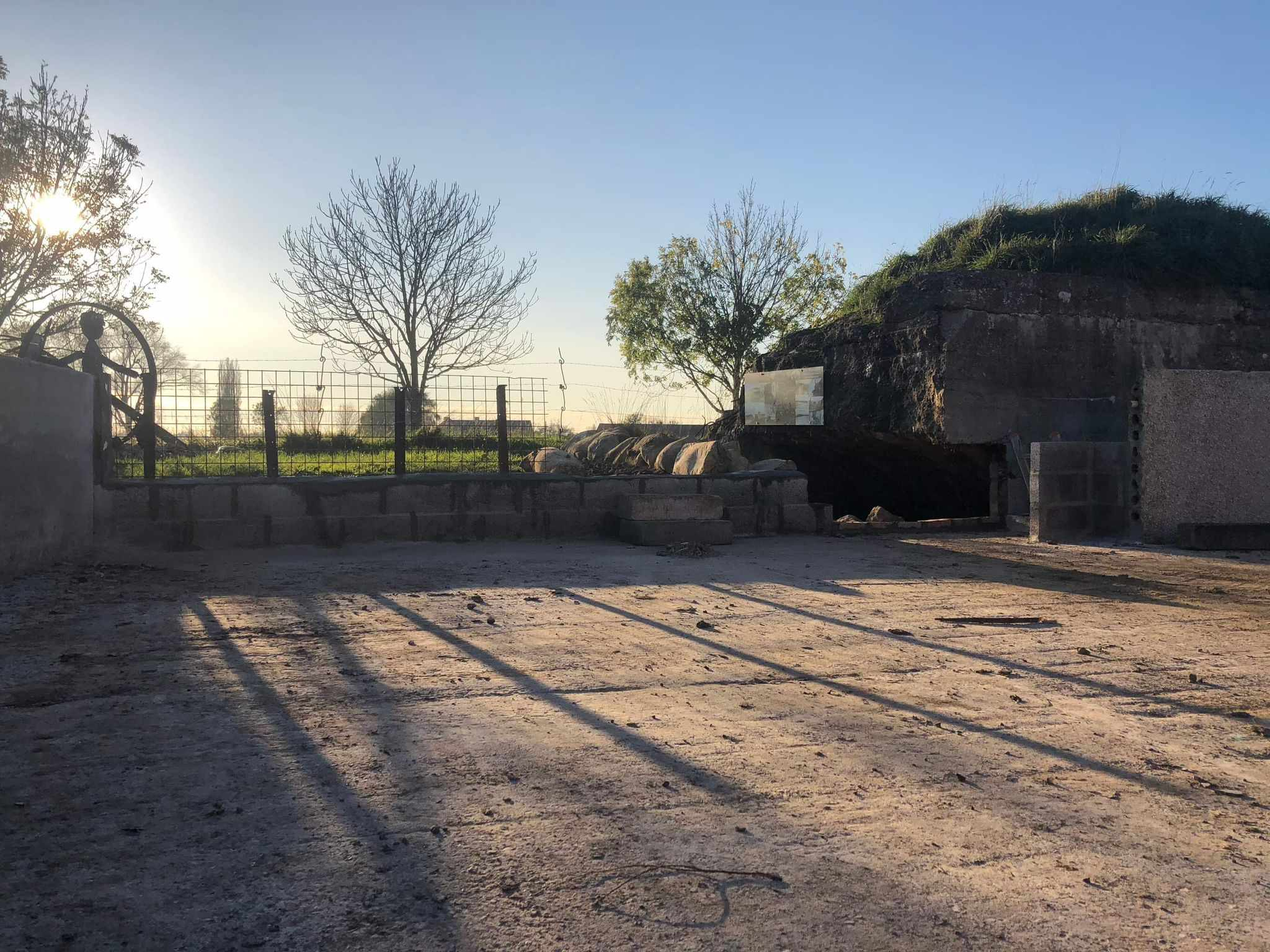
Kazerne Haeseler 2. Restanten van Duitse bunker op de Pondfarm.

Tijdens de Tweede Slag om Ieper kwam de Pondfarm onder Duitse bezetting. Vanaf dat moment werd de boerderij sterk versterkt met verschillende bunkers.
Een van deze betonnen constructies (Kazerne Haeseler 2) staat nog steeds naast de heropgebouwde hoeve. De vroegere Kazerne Haeseler 1, een hospitaalbunker die aan de rechterkant naast de hoeve stond, werd reeds in 1961 volledig opgeruimd. De opgehaalde brokstukken werden gebruikt voor de aanleg van wegen en fundering van nieuwe huizen in Sint-Juliaan. Een derde bunker, die ten noordwesten van de Pondfarm stond (Kazerne Graf Haeseler 3), was met een lengte van 40 meter de grootste bunker op het erf. Van deze bunker zijn geen restanten meer over.
Een deel van Kazerne Haeseler 2 bleef echter wel behouden. Er diende in 1961 een deel afgebroken te worden door verzakkingen bij de boerderij. Van de oorspronkelijke bunker, met vijf kamers, blijft nu slechts één kamer over. De aardelaag bovenaan de bunker werd ter camouflage aangebracht en hielp om de inslag van granaten te dempen.

## Tank G5 Glenlivet / Damon II

### Oorlogsvondsten bij de Pondfarm
In 2012 werd in de omgeving van de Pondfarm twee onderdelen van een tank uit de Eerste Wereldoorlog gevonden: een stuk zijplaat van de achterkant van een tank en een stuk rupsband. In samenwerking met tankgroep "de Ypres Salient Tanks" werd nagegaan of de stukken kwamen van een Mark IV.
De coördinaten van de vondsten werden gedocumenteerd. Aan de hand van luchtfoto's en loopgraafkaarten werd onderzocht welke tanks er voor de gevonden stukken in aanmerking kwamen. Gezien de coördinaten is er een sterk vermoeden dat het gaat om stukken van een tank die over de Steenbeek raakte op 31 juli 1917 (tijdens de eerste grote aanval in de Derde Slag om Ieper). Het zou gaan om de tank G5 Glenlivet.

### Tanks tijdens de Derde Slag om Ieper
Tijdens de Derde Slag om Ieper werd de slag om Poelkapelle geleverd. Dit gebied was een modderpoel geworden, waardoor het zowel voor Britten als Duitsers zoeken was om door te kunnen breken. Daarom werden volop andere technieken ingezet: mitrailleurs, prikkeldraad, gifgas, luchtaanvallen … De Britten pakten voor het eerst in de Ieperboog uit met iets nieuws: de tank. De tanks moesten ervoor zorgen dat de tot dan toe oninneembare vestingen toch veroverd konden worden en dat het aantal slachtoffers beperkt zou blijven. In een landschap vol modder en kraterputten, met weinig intacte wegen, was dit niet evident.
Vele tanks bereikten hun doelwitten niet en bleven steken in de modder of kregen voltreffers.

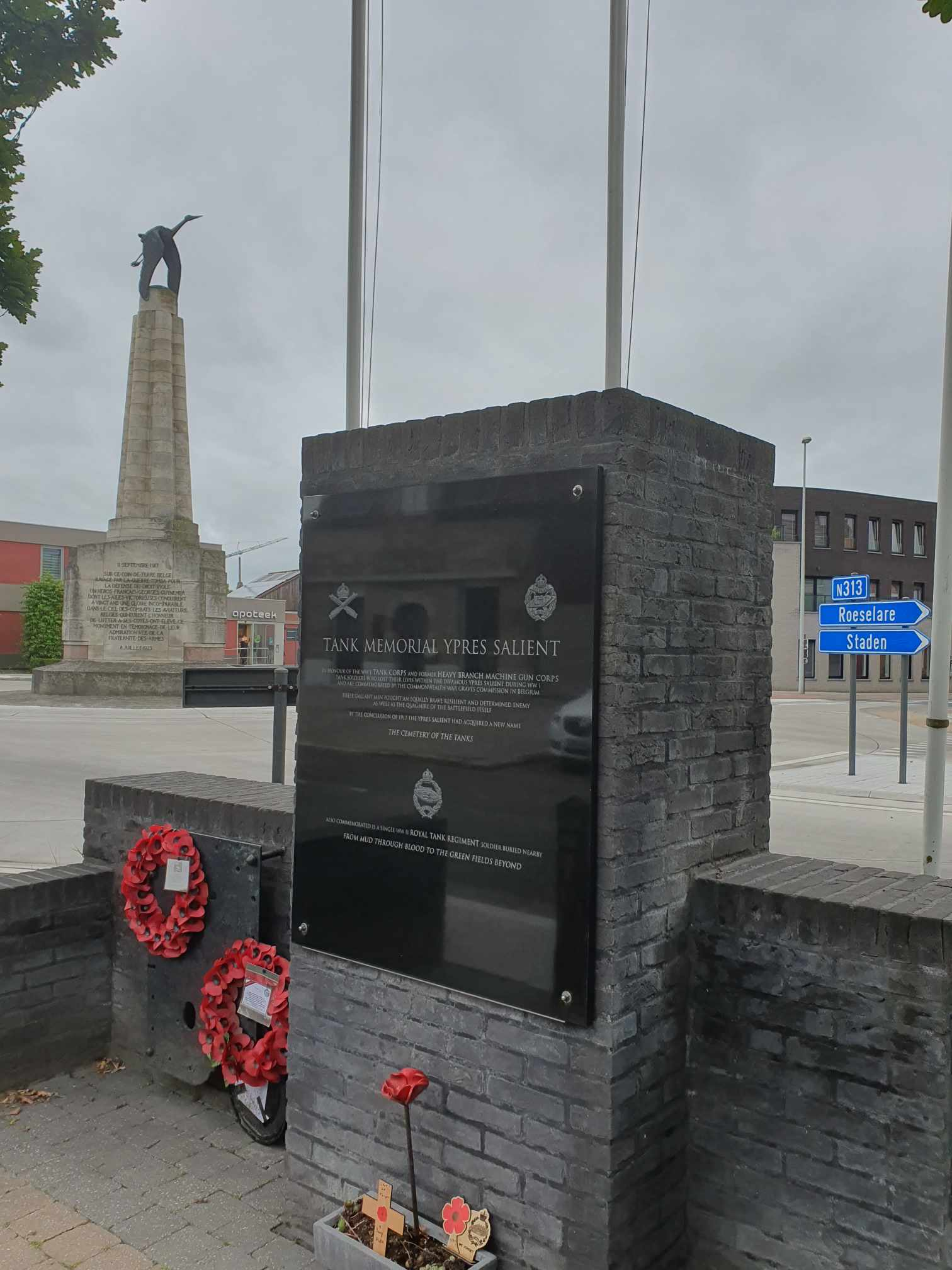
Tank Memorial Ypres Salient - Guynemerplein

### De tank van Poelkapelle
In het midden van Poelkapelle is er tijdens de gevechten van augustus 1917 een tank blijven steken. Deze tank raakte gekend als "De tank van Poelkapelle". Na de oorlog kwamen talrijke Britten ter herdenking naar Ieper en omstreken en werden foto's genomen van de vele tankwrakken. Rond 1923 werden de meeste tanks opgeruimd. Met het ijzer van de tanks, kon de terugkerende plaatselijke bevolking extra geld verdienen. Een tank in Ieper en de tank in Poelkapelle werden echter gespaard. Deze van Poelkapelle werd op de markt gesleept, en kreeg een plaats naast het Guynemer-gedenkteken. De tank werd gezien als een teken van hoop voor de Britse soldaten en een blijvende herinnering aan de Eerste Wereldoorlog voor de plaatselijke bevolking.
Tot 1941 stond dit tankwrak op het dorpsplein van Poelkapelle (de D29 Damon II). De Duitse bezetter haalde deze daarna weg tijdens De Tweede Wereldoorlog, want ook dan was het metaal kostbaar. Op de plek waar de tank stond, werd wel een monument geplaatst, ter herinnering van de "tankoorlog". Het monument, op het Guynemerplein, werd in 2009 ingehuldigd.

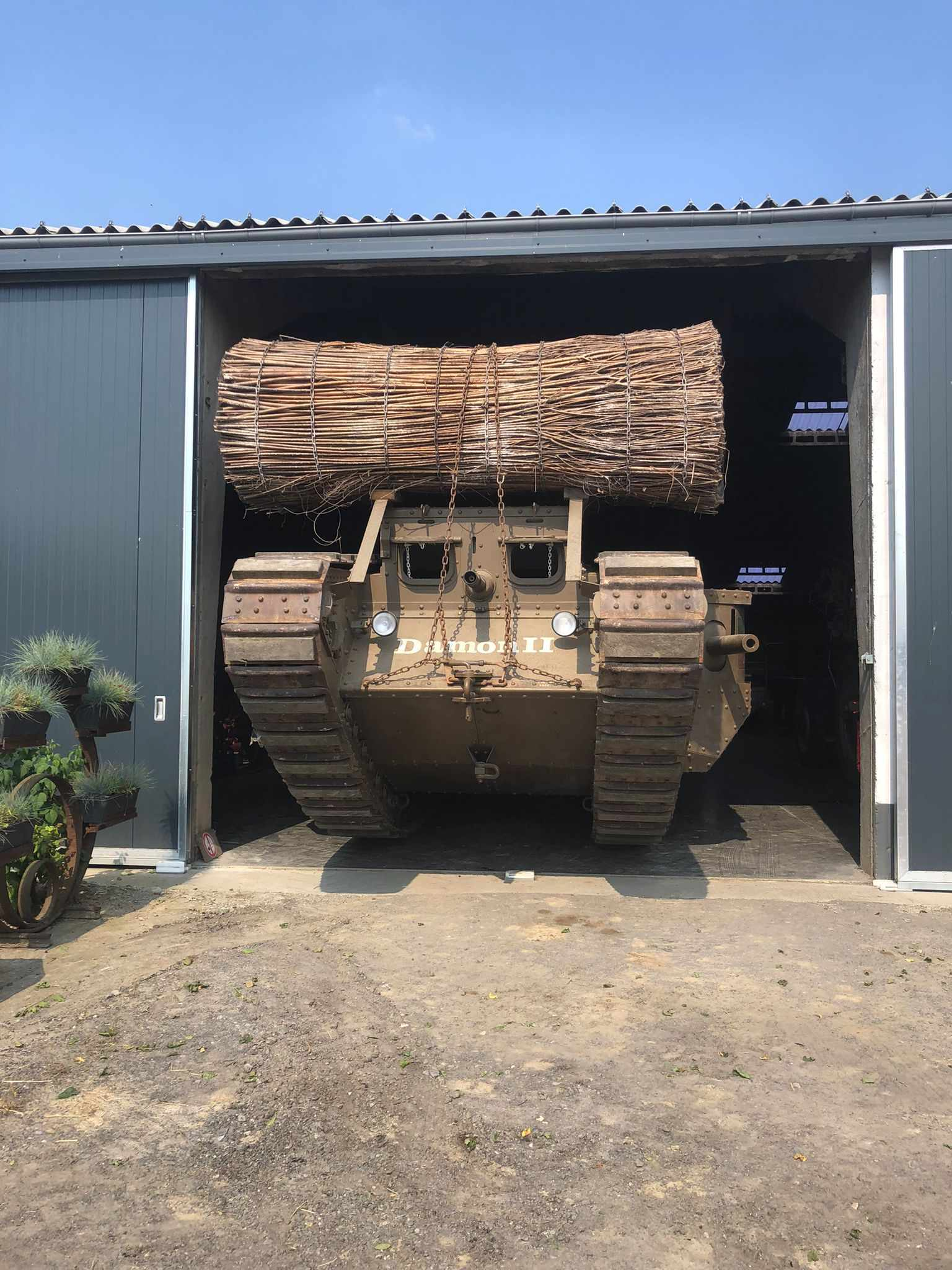
Tank Damon II: foto van op de Pondfarm

### De Pondfarm en replica tank Damon II
Om Poelkapelle en het bijhorend oorlogstoerisme meer op de kaart te zetten, begon bij leden van de Poelkapelle 1917 Association vzw (P1917A) in 2004/2005 het idee verder uit te groeien een replica te bouwen van de vroegere tank van Poelkapelle. Dit project werd gedurende het volgend decennia verder uitgewerkt. Voor de uiteindelijke afwerking (beplating, laswerken …), werd de replica in 2017 naar de Pondfarm gebracht.
Ondertussen gaat het om een volwaardig rijdende tank en replica van een Mark IV-tank. In oktober 2017 reed "de Damon II" dezelfde route van tijdens de oorlog, 100 jaar geleden (9 oktober 1917). Een route van Sint-Juliaan naar Poelkapelle.
De Pondfarm organiseerde in 2019 en 2021 tankweekends, waarbij bezoekers een tankritje konden maken. De replica was ook reeds te bezichtigen op verschillende buitenlandse tankevenementen: Great Dorset Steamfear (augustus 2022), Tankweekend Erin (september 2022), tankweekend Cambrai (november 2022). Zo wordt mede door dit project Poelkapelle en zijn geschiedenis op de kaart gezet.

## Geschiedenis

### De boerderij tijdens de wereldoorlog
Tijdens de Eerste Wereldoorlog speelden de vele hoeves rondom Ieper een belangrijke rol. Door de tactisch goede ligging, werd de Duitse verdediging sinds het begin van de oorlog, vaak georganiseerd rond deze boerderijen.
Vooral de hoger gelegen hoeves en de landerijen met een breed zicht over de omliggende open velden, waren strategisch interessant. Elk boerderijcomplex werd een soort klein opgebouwd mini-fort. De Duitsers maakten gebruik van de diepe kelders onder de meeste hoeven en zorgden voor extra verdediging, door rond de gebouwen nog betonnen bunkers, schuilplaatsen en mitrailleursnesten aan te leggen.
De Pondfarm was een van deze versterkingen en lag ten zuidoosten van het dorp Sint-Juliaan. Door de vijvers rond de boerderij gaven Britse cartografen de hoeve de naam Pond Farm, die vertaald kan worden als "vijverboerderij". De hoeve speelde vooral een belangrijke rol tijdens de Tweede Slag om Ieper en tijdens de gevechten om Passendale in 1917.

### De Eerste Slag om Ieper: focus op regio Sint-Juliaan
De Eerste Slag om Ieper (21 oktober - 17 november 1914) was de slag waarbij het front van de Ieperboog, de "Ieper Salient", gevormd werd. In de regio van Sint-Juliaan en de Pondfarm waren vooral de gevechten rond de Steenakkermolen cruciaal. Tijdens de Eerste slag om Ieper kon Sint-Juliaan hierdoor uit Duitse handen blijven.

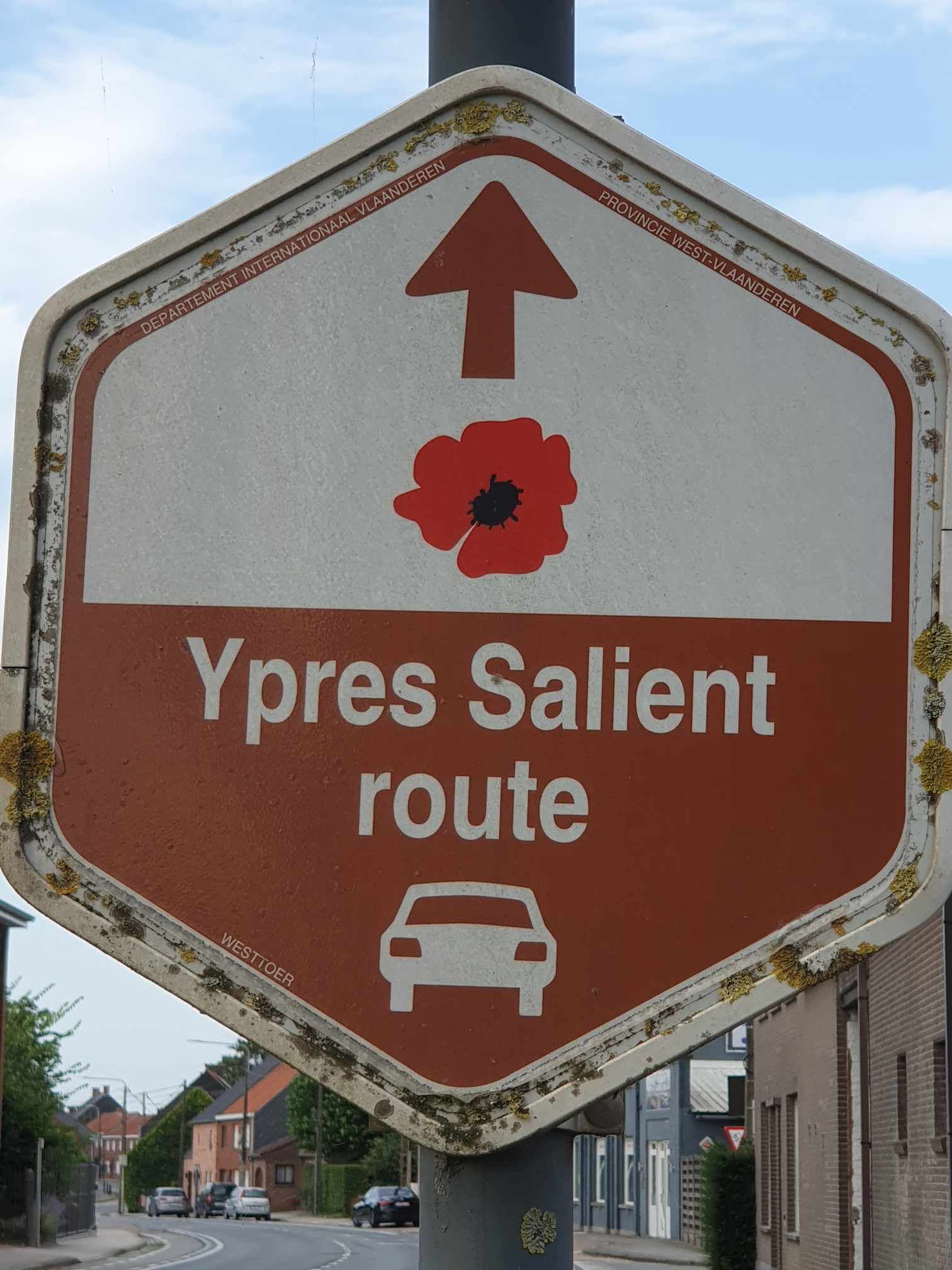
Ypres Salient Route, bord t.h.v. Sint-Juliaan

#### Duitse opmars en vluchtende inwoners
Enkele dagen voor de Eerste Slag om Ieper, op zondag 18 oktober 1914, had de Franse 87ste territoriale divisie de opdracht gekregen om Roeselare te verdedigen. Hierdoor zouden de Britse en Franse troepen de tijd krijgen om zich voor Ieper in te graven.
Op 18, 19 en 20 oktober trokken vele vluchtelingen uit Roeselare, Oostnieuwkerke, Westrozebeke, Staden, Passendale en omstreken naar het westen, door Sint-Juliaan. De Duitse troepen waren in aantocht. Bevelhebber John French liet Poelkapelle ontruimen, waarna het dorp door de Duitsers werd ingenomen. De geallieerden legden er een belangrijke verdedigingslinie aan: rond Bikschote, Langemark en Sint-Juliaan. De Franse en Engelse soldaten konden de Duitse opmars op 20 oktober, tot stilstand brengen rond 's-Graventafel. Ook de inwoners van Sint-Juliaan sloegen op de vlucht richting Ieper. De Pondfarm werd bezet door Britse troepen.

#### De Eerste slag bij Langemark en eerste gevechten bij de Steenakkermolen
De Eerste Slag bij Langemark luidde het begin van de eerste Slag om Ieper. Het kwam tot een massaal gevecht tussen beide partijen. Er werd hevig gevochten bij Bikschote en Langemark, maar ook in Sint-Juliaan ter hoogte van de Steenakkermolen.
Na die eerste slag bij Langemark volgde in Ieper een overleg tussen enkele geallieerde kopstukken: Maarschalk John French, Douglas Haig, generaal Rawlinson, generaal Mitry en generaal Bidon. Hierbij werd besloten om de stad Ieper te ontruimen, wegens de onhoudbare toestand voor de burgers. Ook de Duitsers gingen in overleg. De vorige dag hadden ze een frontale aanval op Langemark geprobeerd. Dit werd een mislukking met grote verliezen. Het Deutscher Soldatenfriedhof Langemark biedt een rustplaats voor de vele Duitse overleden soldaten van deze slag en de daarop volgende gevechten van oktober-november 1914.
Na de beraadslagingen volgden er terug een aaneenschakeling van hevige gevechten waarbij de Duitsers opnieuw Langemark aanvielen. De Britten konden doorstoten tot 's Graventafel. Tegen de avond van 23 oktober waren de linies gevormd: van de Steenakkermolen, langs 's Graventafel tot Zonnebeke station.

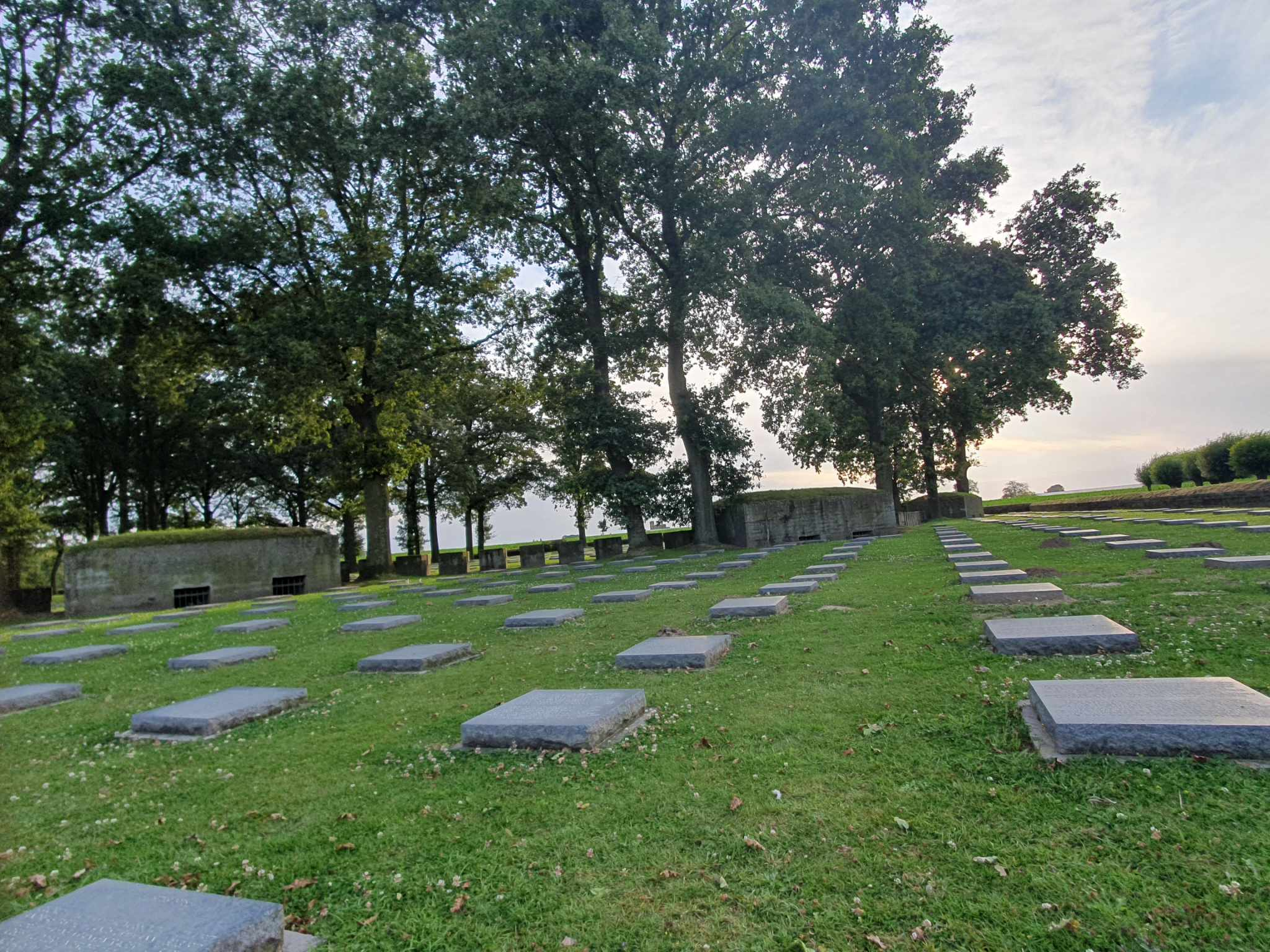
Foto's Deutscher Soldatenfriedhof Langemark
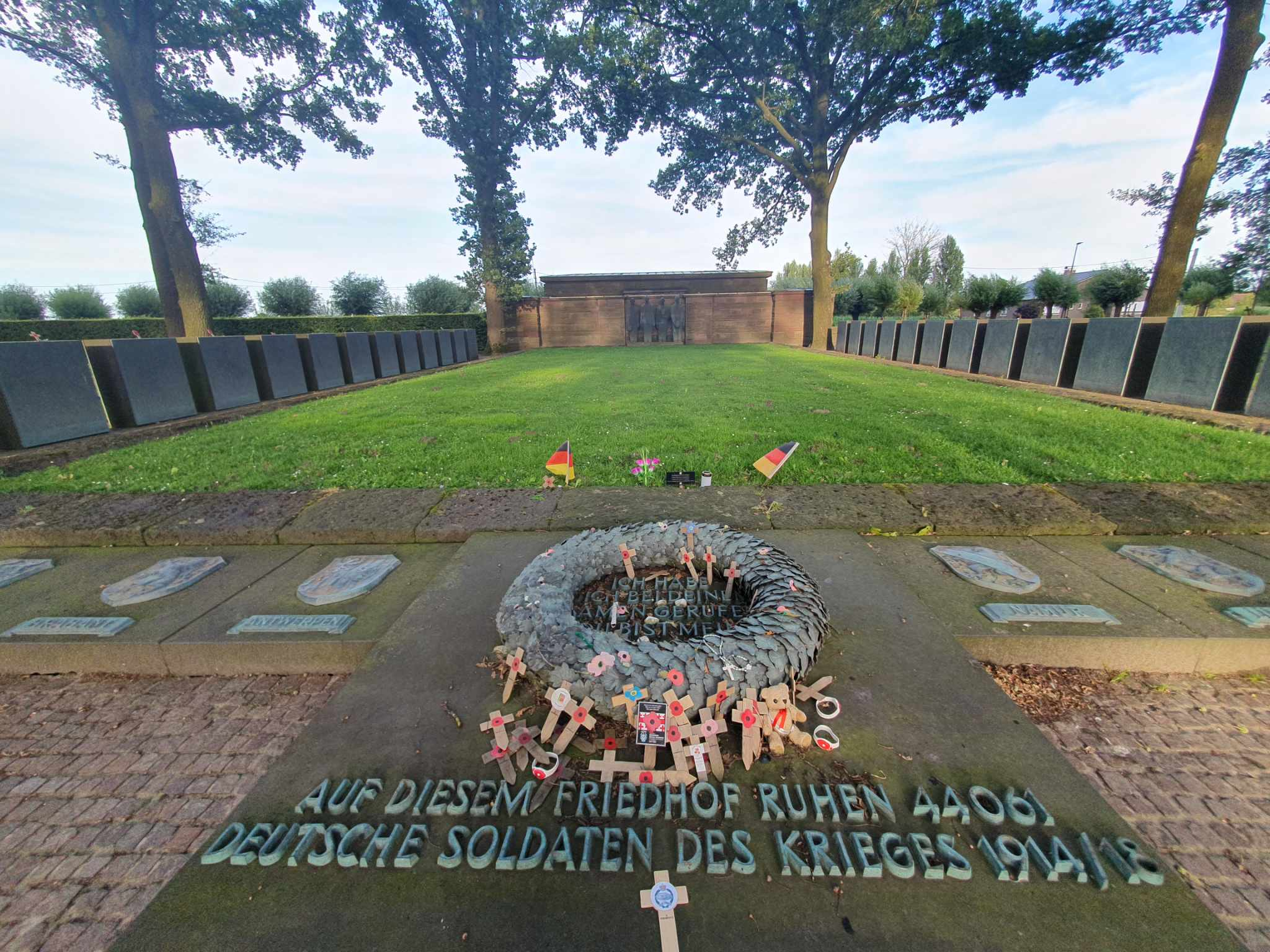
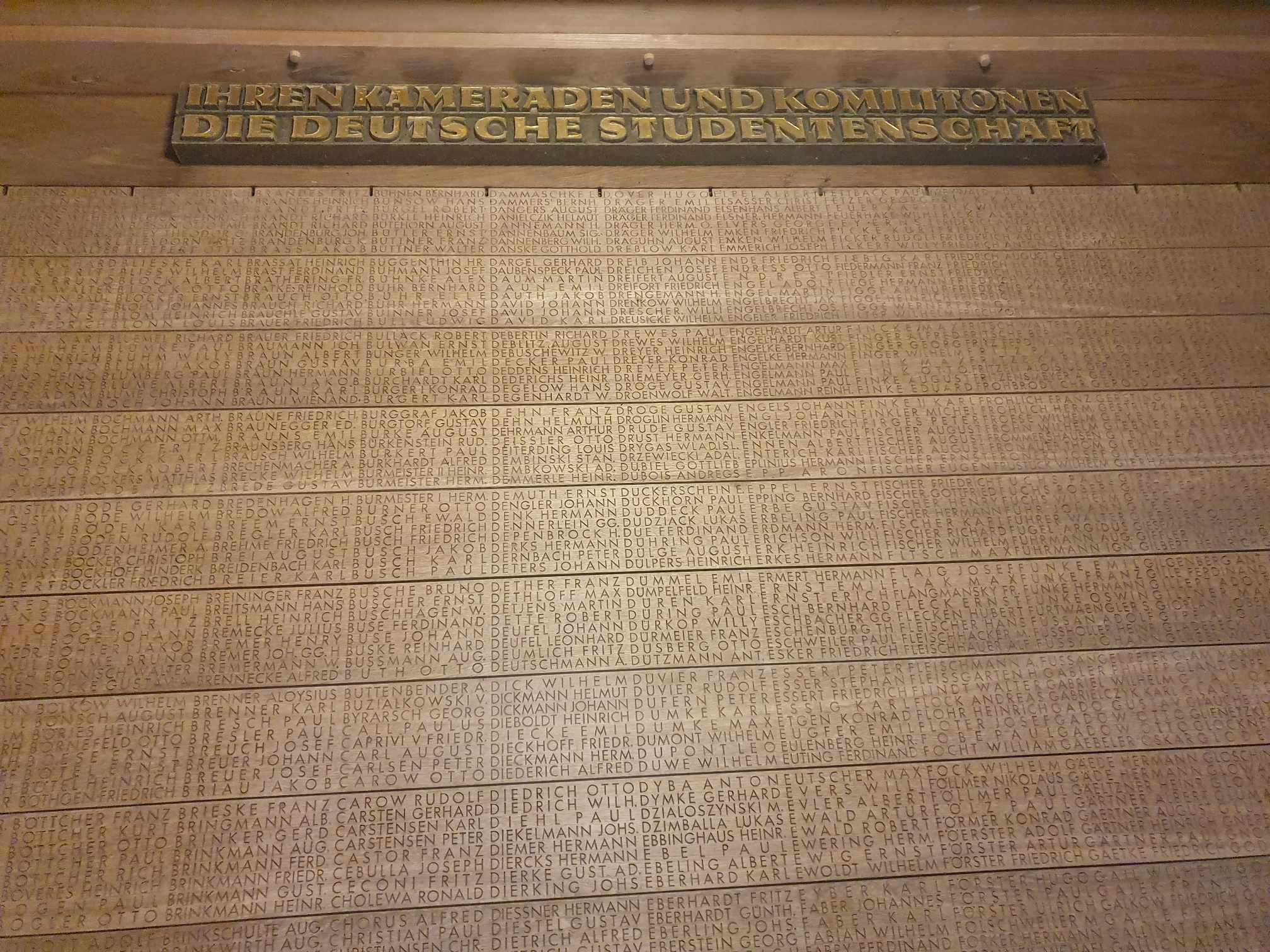

#### Nieuwe gevechten bij de Steenakkermolen

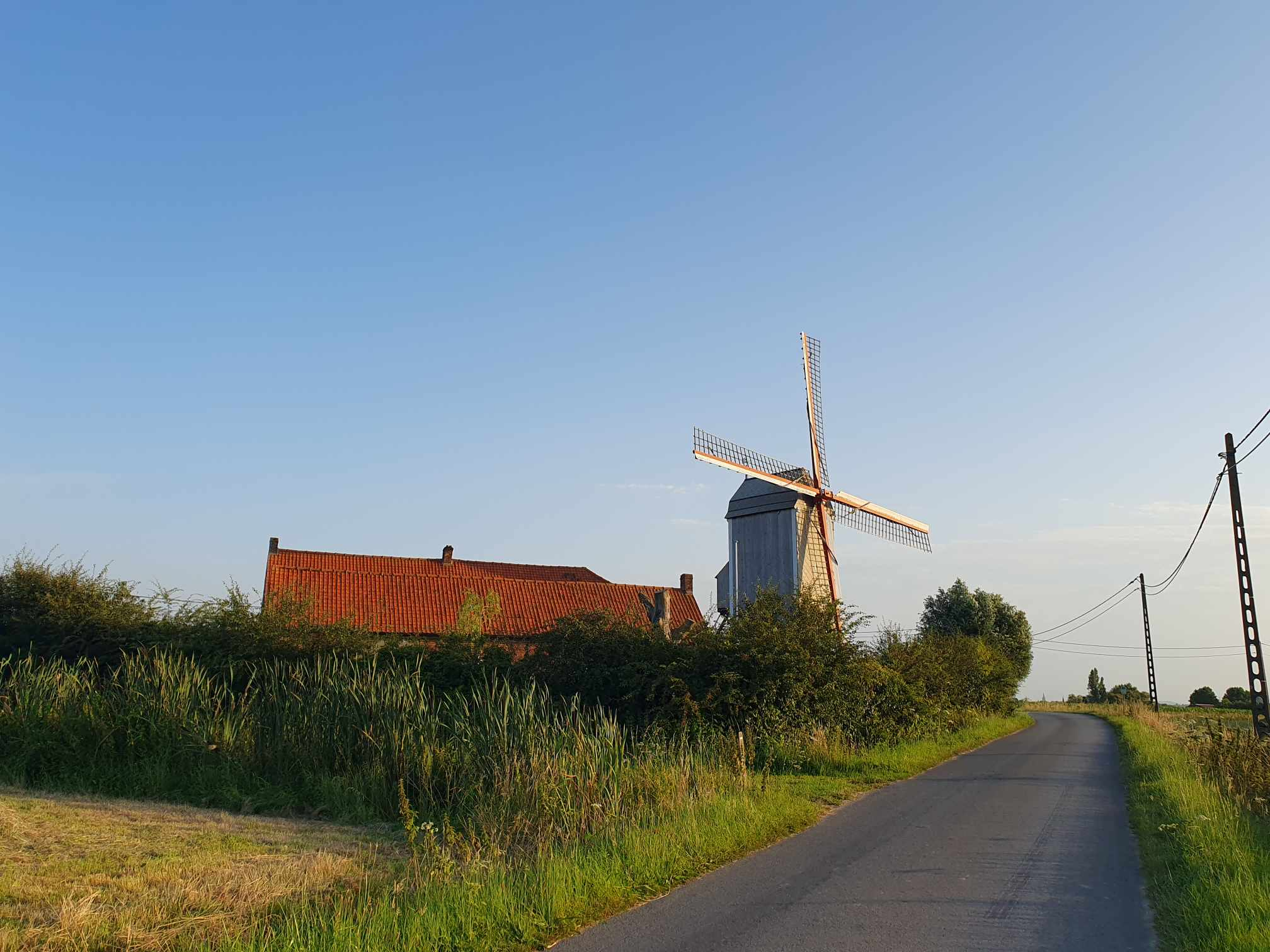
Steenakkermolen O.L.V.-straat 3 Sint-Juliaan

Op zaterdag 24 oktober 1914 probeerden Duitse troepen opnieuw de Steenakkermolen te veroveren. Dit was een strategisch goed gelegen punt. De aanval was echter niet evident. De Duitsers moesten eerst de stroombeek oversteken, en kwamen daarna op hoger gelegen, weinig beschermd terrein. Ze raakten fel beschoten door de verscholen Britse scherpschutters. Een kleine groep Duitse soldaten kon de molen bereiken en groef zich in.
Verdedigende Britse troepen werden op zondag 25 oktober, afgelost door de Fransen. Deze hadden als doel een aanval uit te voeren op Poelkapelle en Passendale, met steun van de Britse 3de divisie. De opdracht was om de Duitsers uit hun voorste stellingen bij de Keerselaar en de Steenakkermolen te verjagen en Poelkapelle te heroveren. De Duitsers werden door de Fransen (ten noorden) en Engelsen (ten zuiden) ingesloten. Ze konden zich echter nog terugtrekken in de Steenakkermolen.
Hier werd hevig gevochten, waarbij de molen volledig in vlammen opging. 's nachts ontruimden de Duitsers de molenruïne. Deze werd 's morgens door Franse troepen ingenomen. Ze stootten door tot aan de Zuid -en Westrand van Poelkapelle. Berlin wood ("Teerlingbos"), een bosje ten oosten van 's Graventafel, kon op 30 oktober worden bezet. Dit bleef gedurende de winter de meest vooruitgeschoven stelling van de geallieerden.

### De Tweede Slag om Ieper: focus op regio Sint-Juliaan
De Tweede Slag om Ieper (22 april - eind mei 1915) is de slag waarbij de Duitsers voor het eerst in de militaire geschiedenis chemische wapens gebruiken: gifgas. Sint-Juliaan vormde op dat moment het centrum van de gevechten. De Pondfarm vormde een verdedigingspost van geallieerde troepen, maar kwam in de loop van deze slag onder Duitse bezetting.

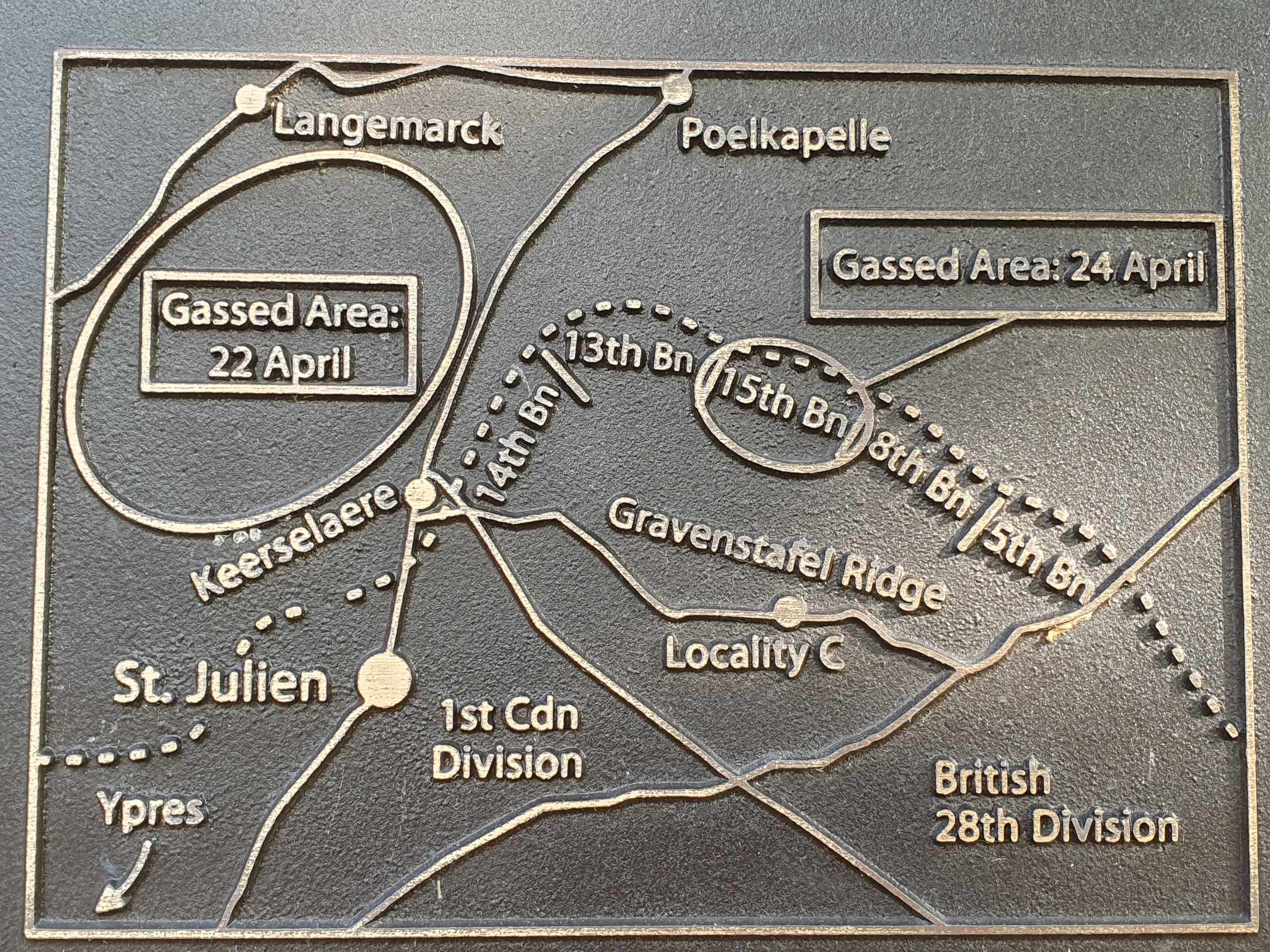
Graventafel Ridge-Gedenkteken 15th Battalion C.E.F.

#### De eerste Duitse gasaanval
Op 22 april 1915 werd de eerste gasaanval door de Duitsers ingezet. Gezien dit ook voor hen een experiment was, waarbij de slaagkansen nog onzeker waren, probeerden ze dit eerst op beperktere schaal uit. Het was wachtten op een "gunstige zuidwestenwind", waardoor de aanval pas in de namiddag gestart werd. De aanval gebeurde in het grensgebied tussen de Canadese en Franse linies. Het gas deed zijn werk: de Frans-Algerijnse en Territoriale divisies kregen de volle laag over zich heen. De Canadezen zagen de gasaanval gebeuren vanuit hun iets hoger gelegen stellingen, en ook zij kregen een deel gas over zich. Ze zagen de Frans-Algerijnse troepen op hun stellingen afkomen, angstig vluchtend voor het gas.

#### De Pondfarm en het Canadese Korps
Door de aanval en de teruggetrokken troepen, ontstond er een onbemande ruimte van 6 km in de geallieerde linies. Het front dat sinds november 1914 volledig vastzat, kwam weer in beweging. De Pondfarm vormde bij het begin van die eerste gasaanval het hoofdkwartier van de 2de Infantry Brigade, die onder leiding stond van de Canadese Arthur Currie (die later zou opklimmen binnen het Canadese Korps).
De Duitse troepen konden met behulp van hun gasmaskers 3 à 4 kilometer optrekken richting Ieper. Ze waren slechts enkele kilometers van Ieper verwijderd toen ze hun aanval stopzetten. Mogelijke oorzaken voor deze stopzetting waren de weerstand van de Belgische en Canadese troepen (de Belgische troepen lagen ten noorden van de Fransen en de Canadese troepen ten zuiden), de duisternis doordat de aanval pas laat gestart was, de Duitse vrees voor eigen gas en het gebrek aan Duitse reserves. Door deze stopzetting kregen de geallieerden de kans om zich te reorganiseren.

#### Gevechten bij Kitchener's Wood
Bij de stopzetting van de aanval probeerden de Duitsers het strategisch goed gelegen Kitcheners' Wood, in te nemen. Ze raakten hierdoor vlak bij de Canadese stellingen. Het vroegere Wijngaardbos, een eikenbos gelegen tussen de Wijngaardstraat, Bruine Broekstraat en de Peperstraat, werd tijdens de winter van 1914-1915 gebruikt als opslagplaats van de Franse troepen voor o.a. munitie en de veldkeuken.
Tijdens de nacht zetten de Canadezen een tegenaanval in. Deze veldslag zou later gekend staan als "De Slag om Kitcheners' Wood". Ze begonnen hun nachtelijke opmars zonder machinegeweren, bommen of verdere artilleriesteun. Door de weinige dekking van het terrein, raakten ze in een spervuur van vijandelijke machinegeweren. Ze doorbraken, met veel moeite en verliezen, de Duitse nieuwe linies en bereikten het bos, waar ze vier opgestelde Houwitsers onschadelijk konden maken. Echter, de Duitse troepen waren veel talrijker en ze werden opnieuw weggedreven, ondanks ondertussen aangevoerde versterkingen.

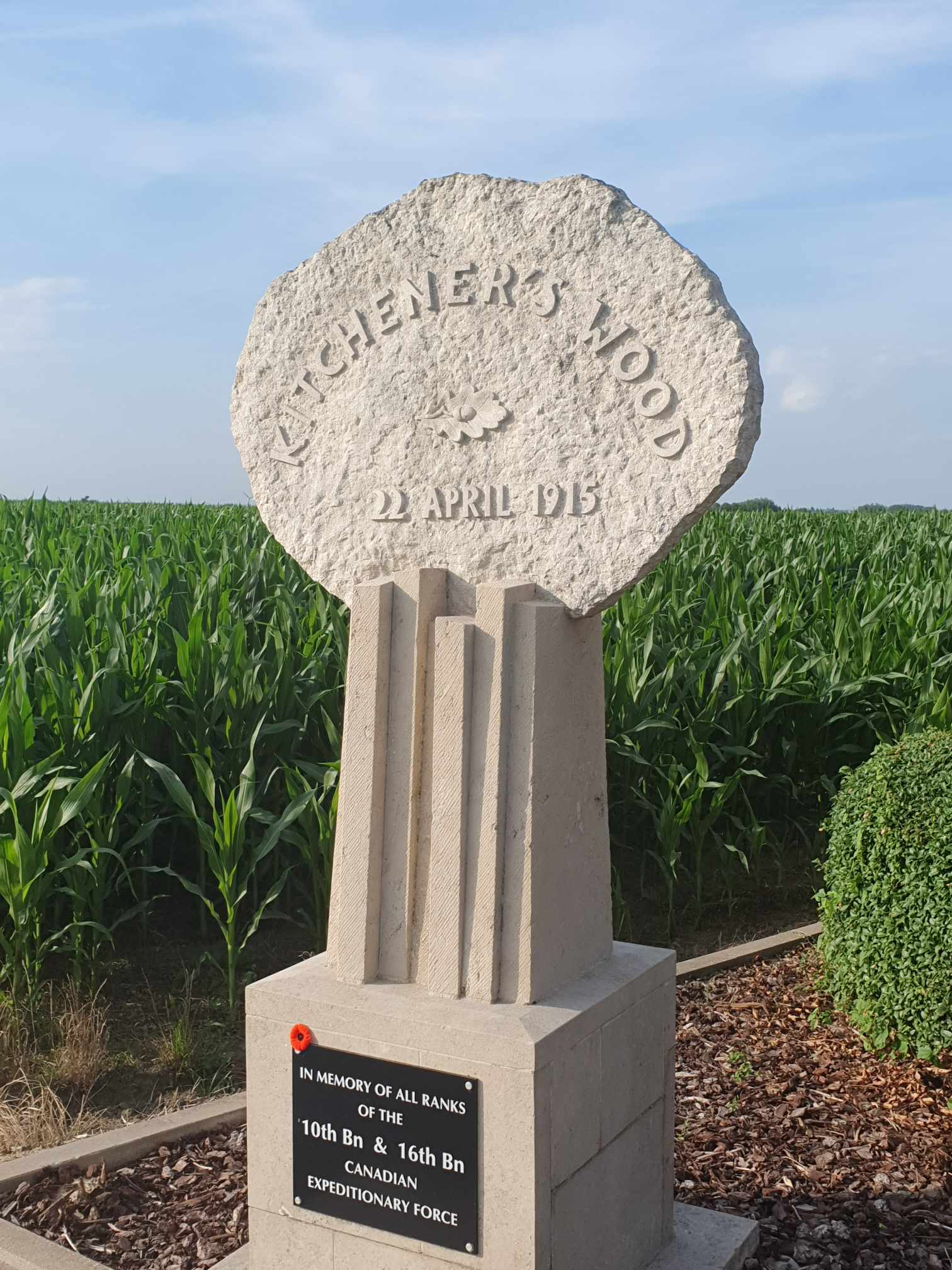
Monument Kitchener's Wood

#### Nieuwe gasaanvallen
De volgende dagen bleven de gevechten rond Sint-Juliaan en Kitchener's Wood voortduren. Op vrijdag 23 april 1915 werd een nieuwe gasaanval uitgevoerd, die zich richtte tegen de Canadezen tussen Poelkapelle en Sint-Juliaan. De 3de Canadese brigade trekt zich achteruit tot Sint-Juliaandorp, de 2de brigade bij 's Graventafel leed onder de gasaanval, maar kon na hevige bajonetgevechten zijn positie weer innemen. De stellingen langs de Brugseweg moesten worden opgeheven. De Duitse troepen breken door naar Keerselare-Kruispunt en maakten 1000 krijgsgevangenen en talrijke mitrailleurs buit. De Steenakkermolen bleef het laatste vooruitgeschoven punt in de Canadese verdediging.

#### Duitse bezetting van Sint-Juliaan, de Fortuinhoek en de Pondfarm
De dag nadien volgde er een gewelddadig bombardement, met een nieuwe gasaanval. De Canadese brigade moest zich terugtrekken en de Steenakkermolen kwam in Duitse handen terecht. De vijand bereikte het dorp Sint-Juliaan en kon nog iets verder doortrekken. Een tegenaanval dreef ze terug tot Sint-Juliaan.
Britse koloniale troepen, met o.a. het Royal Warwickshire Regiment, kwamen op 25 april 1915 de Canadezen aflossen, ze werden echter tijdens een aanval op Kitchener's Wood in een verrassingsaanval neergemaaid door Duitse machinegeweren.
De Canadezen, die reeds méer dan 5000 man hadden verloren moesten de volgende dag toch opnieuw terugkeren naar het front. De Duitsers vielen op twee verschillende punten aan: ter hoogte van de Fortuinhoek en ter hoogte van 's Graventafel. Er volgden gevechten om Sint-Juliaan terug in te nemen, maar de aanval mislukte. Tal van officieren sneuvelden tijdens deze strijd.
Er volgde op 2 mei een nieuwe gasaanval met een Duits offensief op de Fortuinhoek. De Britten hielden goed stand, maar tegen de avond bezetten de Duitsers de Roeselarestraat. Alle hoeven op de Fortuinhoek, waaronder de Pondfarm, kwamen in Duitse handen terecht.

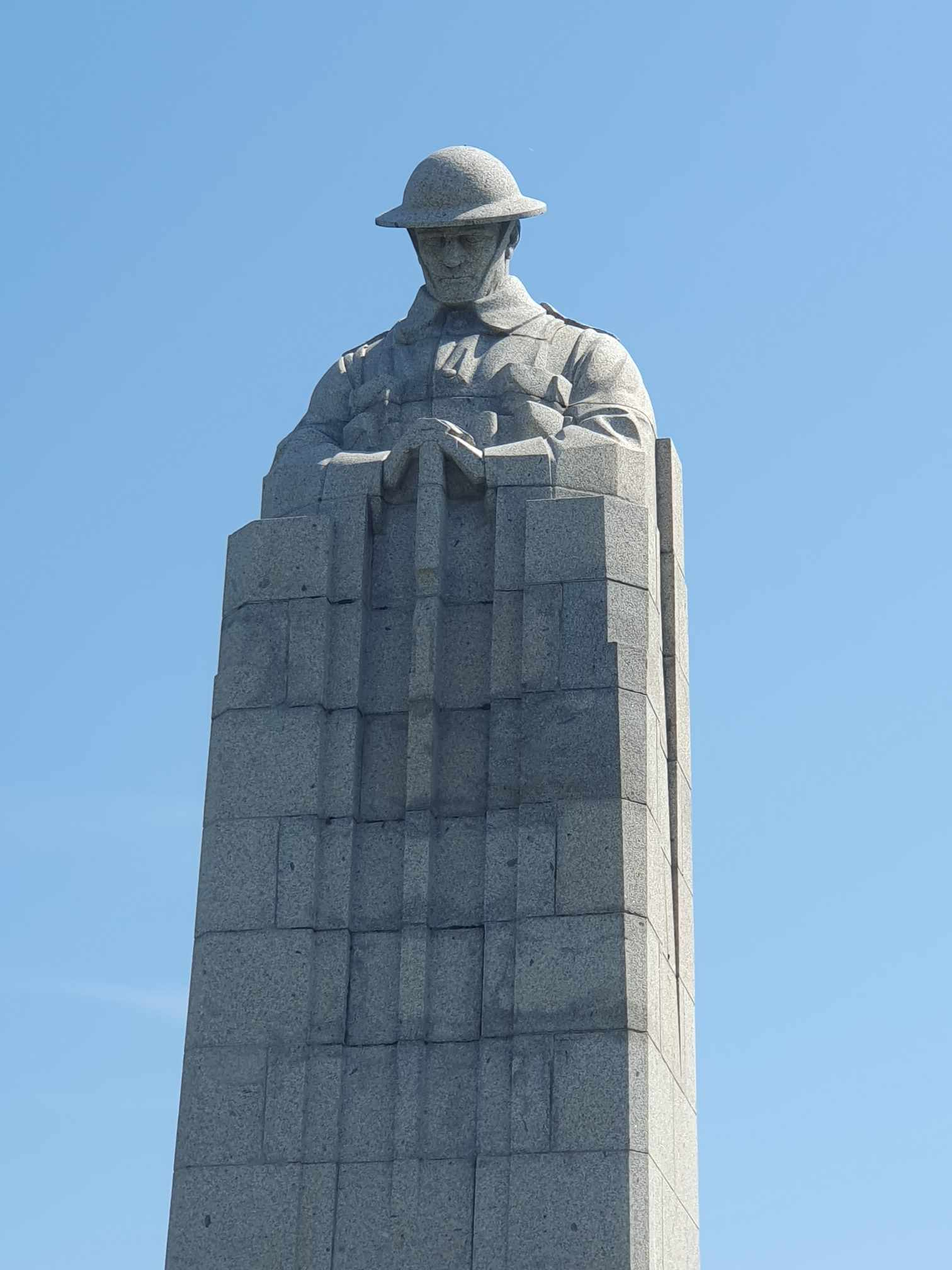
The Brooding Soldier Canadees Oorlogsmonument in Sint-Juliaan
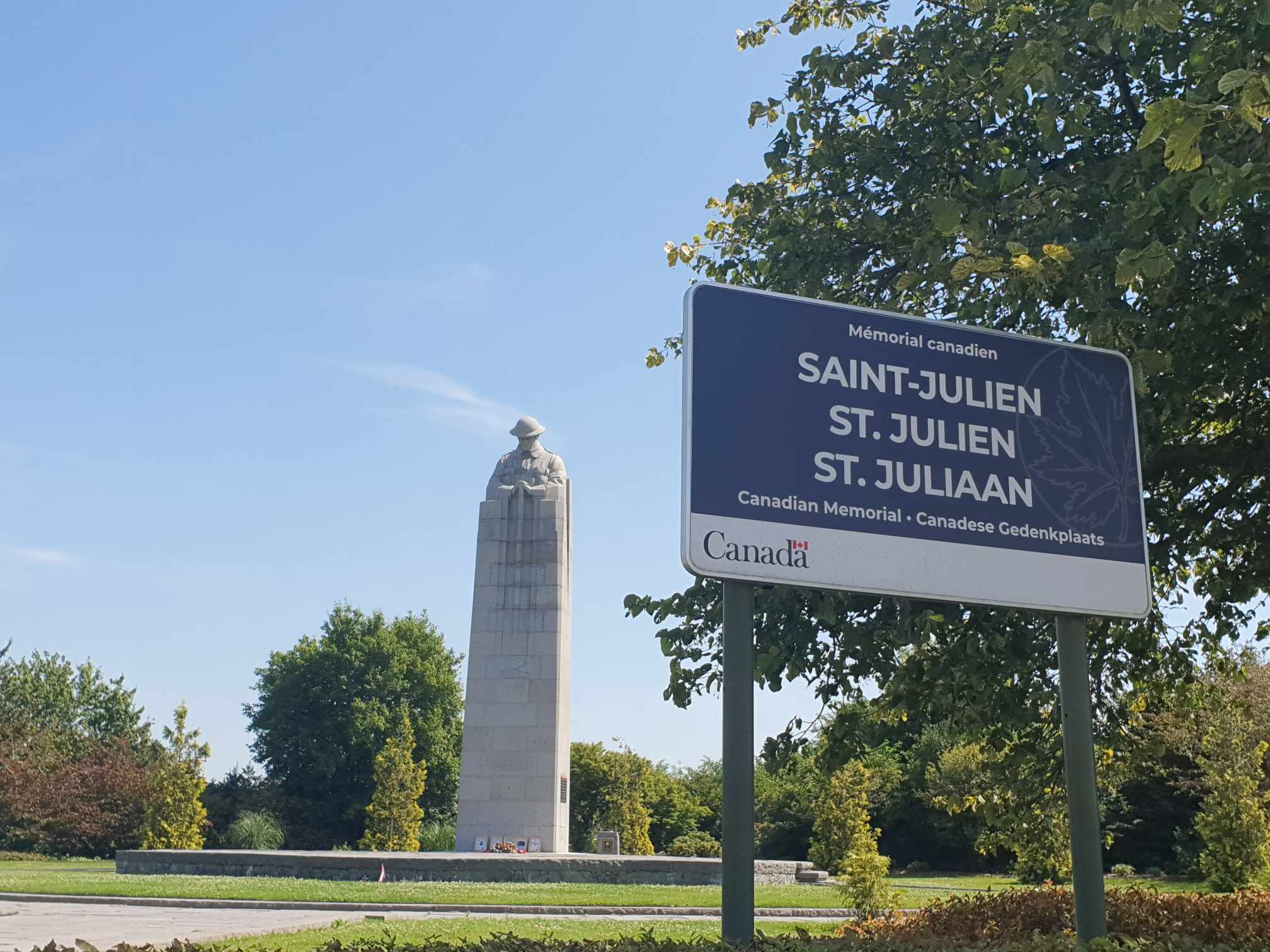
The Brooding Soldier Bijnaam "den Canadien"
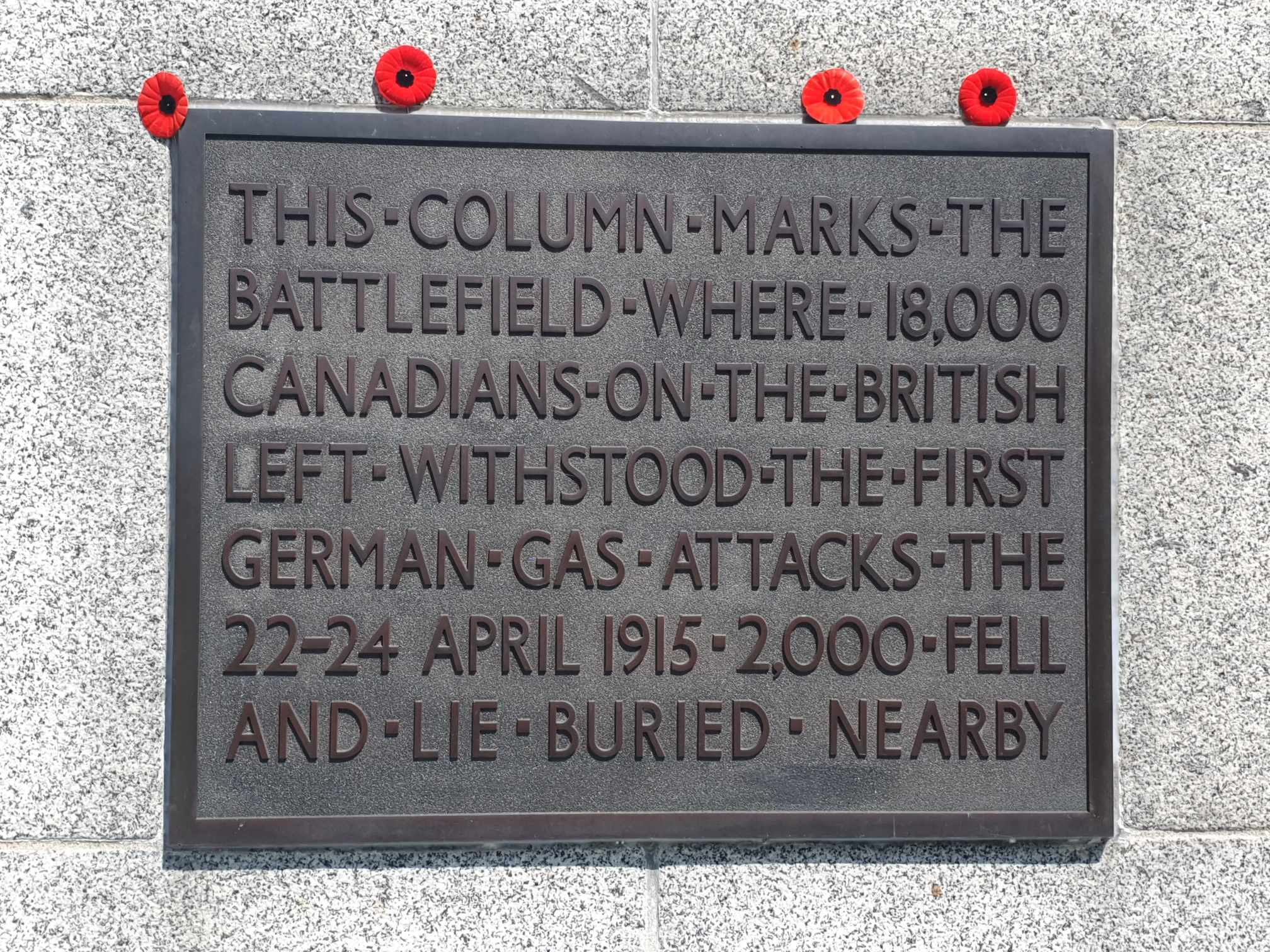
Gedenkplaat monument The Brooding Soldier
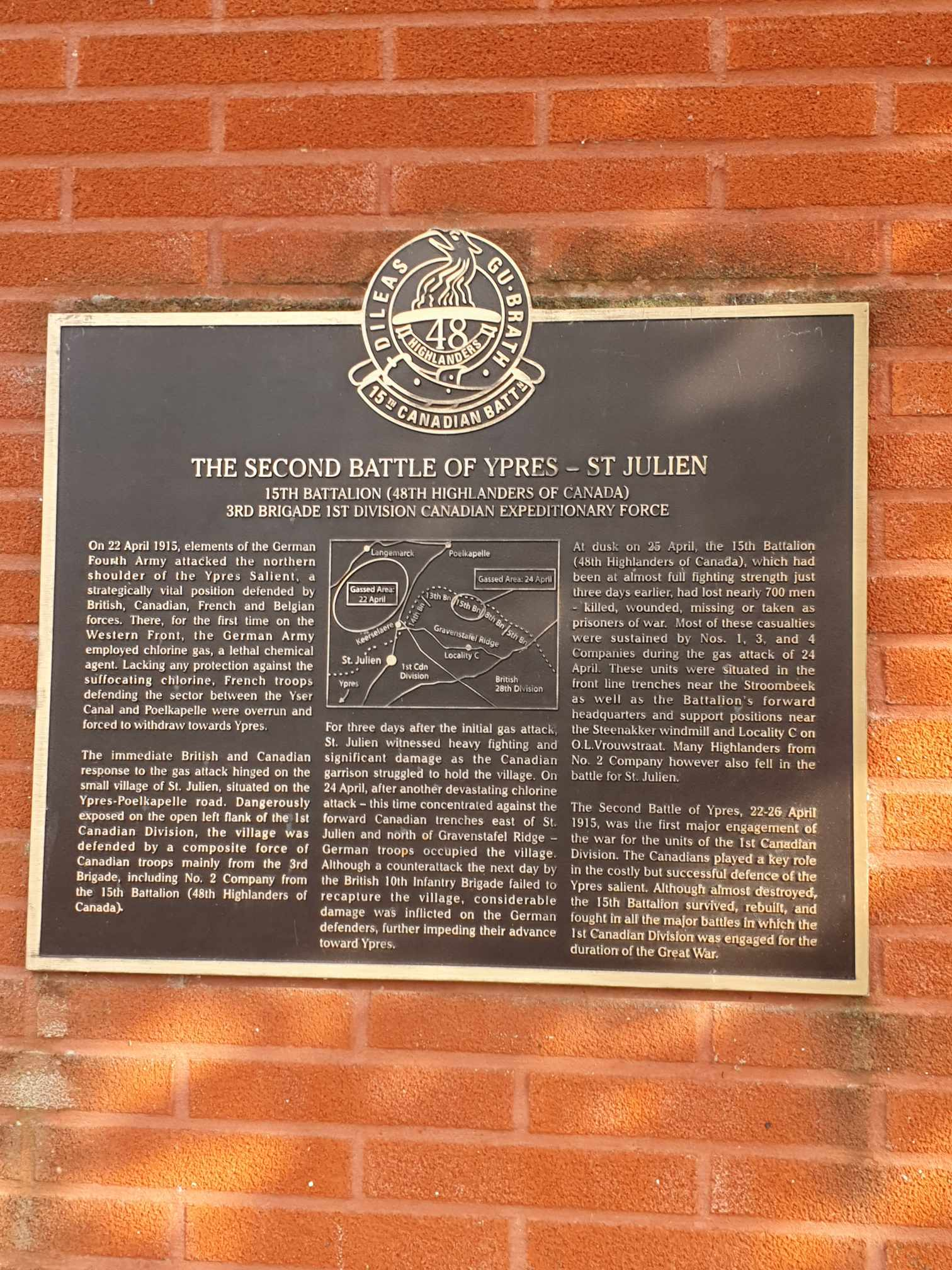
Gedenkplaat 48th Highlanders of Canada

### De Derde Slag om Ieper: focus op regio Sint-Juliaan
De Derde Slag om Ieper (31 juli - 10 november 1917) was de slag waarbij de Britten, de Duitse troepen terug uit Ieper probeerden te drijven. De Pondfarm trad tijdens deze periode weer in het licht, maar deze keer onder Duits bewind. In de periode juli - september 1917 leden verschillende korpsen grote verliezen rond de boerderij. Na de uiteindelijke herovering van de Pondfarm en het einde van de Derde Slag om Ieper, werd er niet meer gevochten om de hoeve.

#### Aanloop naar de Derde Slag om Ieper
Na de Slag bij Mesen (7 juni 1917) werden nog steeds enkele observatieposten van de Ypres Salient door de Duitsers bezet. Vanuit deze hoogten had de vijand een goed breed zicht over de streek. De posten bestonden uit betonnen bunkers, bewapend met mitrailleurs. Daaromheen waren er kilometers prikkeldraadversperringen aangebracht. Het doel van de Britten was om over een breed front de Ieperboog aan te vallen, met focus op de hoogtes voor Geluveld en de heuvelkam in Passendale. Daarnaast wilden ze in het noorden Pilkem, Langemark en Sint-Juliaan weer in handen krijgen en in het zuiden Hollebeke en La Basse Ville. In de weken voor de Derde Slag om Ieper begonnen de Britten op 22 juli 1917 met een reeks bombardementen. Deze zouden 10 dagen blijven duren.

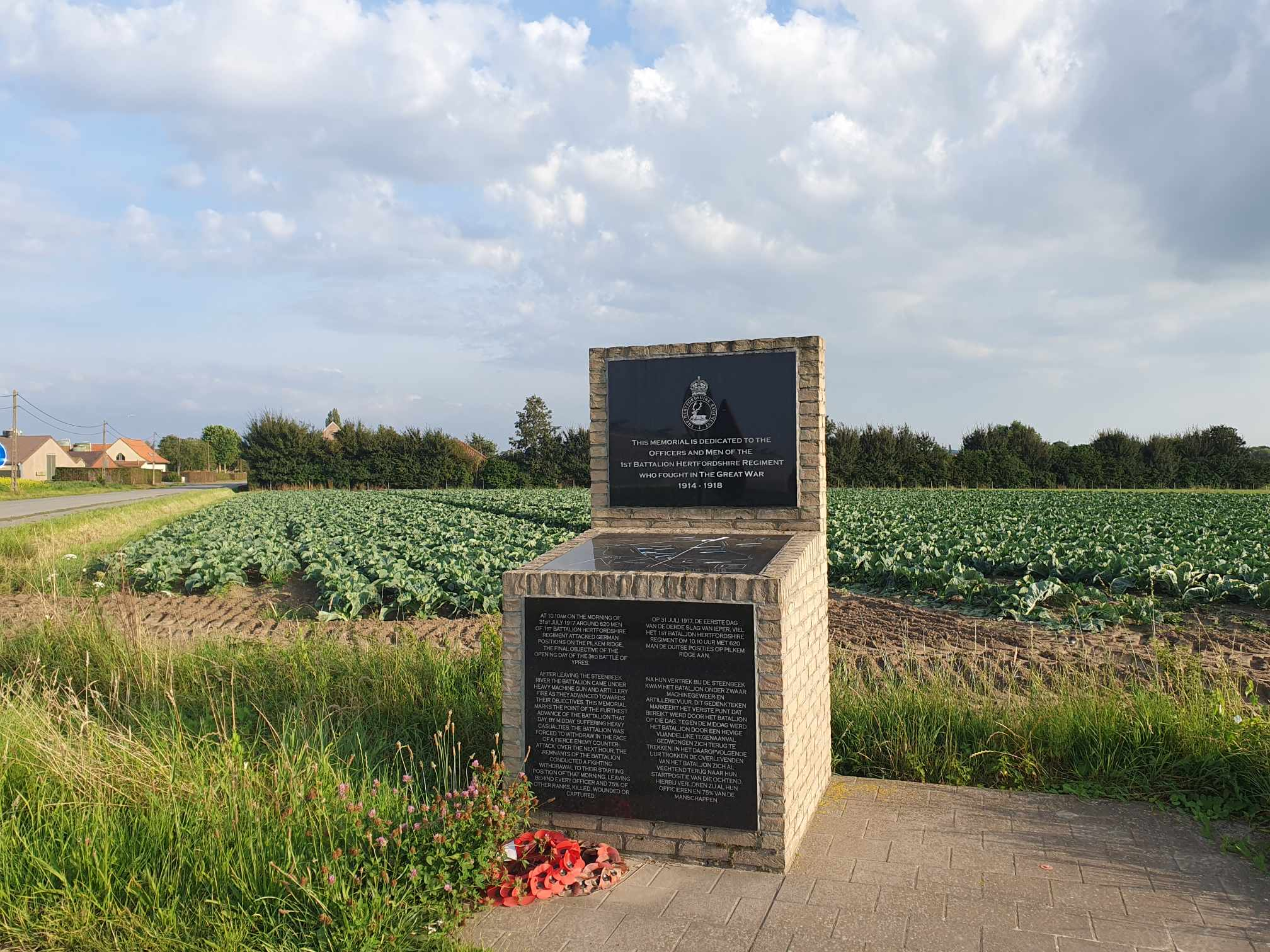
Monument 1sth Battalion Hertfordshire Regiment-gedenkteken eerste dag van 3de Slag om Ieper (31 juli 1917)

#### Sint-Juliaan wordt heroverd
Op 31 juli 1917 rukte de Britse infanterie op met onder meer als doel Kitcheners' Wood terug te winnen. Bij de slag om Pilkem konden Bikschote, Pilkem, 't Hoge, Hollebeke, Sint-Juliaan, 's Graventafel en de Westhoek worden veroverd. Er volgde een Duitse tegenaanval op Sint-Juliaan, waarbij de Britten werden teruggedreven. Op 1 augustus was Sint-Juliaan weer in Duitse handen. Enkele dagen later heroverde de 39ste divisie het dorp opnieuw, maar leed grote verliezen. Ze konden nog verder oprukken richting de Keerselaar.

#### De Pondfarm en de gevechten bij de Fortuinhoek
Vanaf 15 augustus 1917 probeerden de geallieerden verder te vorderen op de velden tussen Sint-Juliaan en de Zonnebekestraat. Velen sneuvelden of verdronken zelfs tijdens deze aanval door het modderige slagveld. Er werd enorm gevuurd op de Duitse linies, maar door het slechte terrein ging de opmars heel langzaam en waren de verliezen groot.

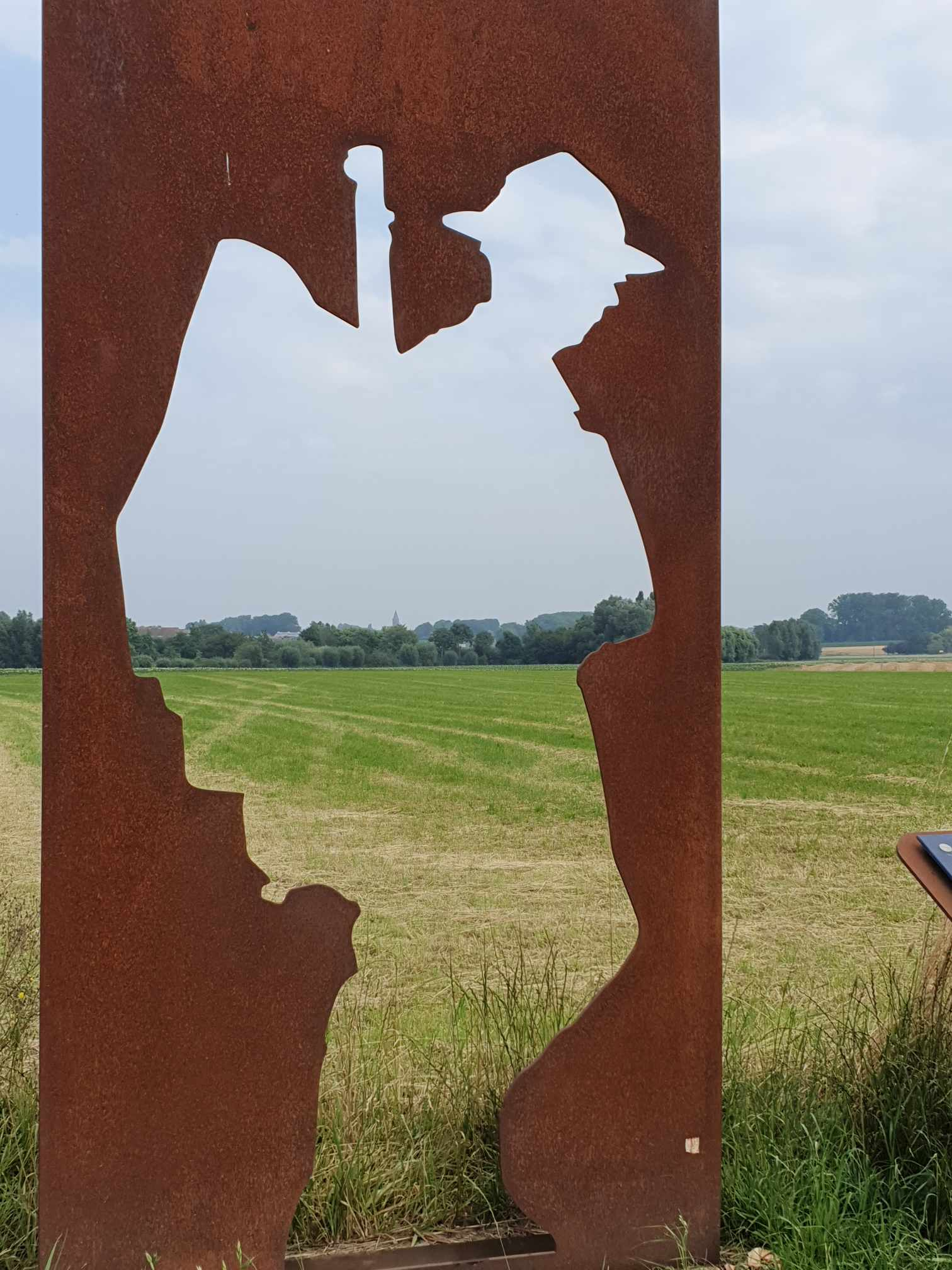
's Graventafel (kunstwerk naast de Oude Kaasmakerij) Verzicht van Passendale

De Duitsers hadden een zwaar versterkte linie van de Fortuinhoek tot aan de Nonnebossen. De verschillende boerderijen die door de Duitsers waren bezet (o.a. Gallipoli Farm en de Pondfarm) zorgden voor veel slachtoffers onder de geallieerde divisies. Het verwoeste terrein rond de Pondfarm was ideaal voor de Duitse verdediging. Verschillende korpsen leden er verliezen door mitrailleurvuur vanuit de lage robuuste bunker en de veilig opgestelde machinegeweren.
Na nieuwe aanvallen op 22 augustus, kwam de Fortuinhoek volledig in Britse handen. Bij deze acties om de hele regio van Sint-Juliaan weer in te winnen werden er ook tanks ingezet. Echter een groot deel hiervan kwam in granaattrechters terecht, kwam onder mitrailleurvuur en verzakten in de modder.
Na bombardementen op 15 september 1917 rukten de geallieerden op met als doel de Zonnebekestraat te veroveren. In deze smalle strook lagen nog overal resten van ontbindende lichamen van voorbije aanvallen.

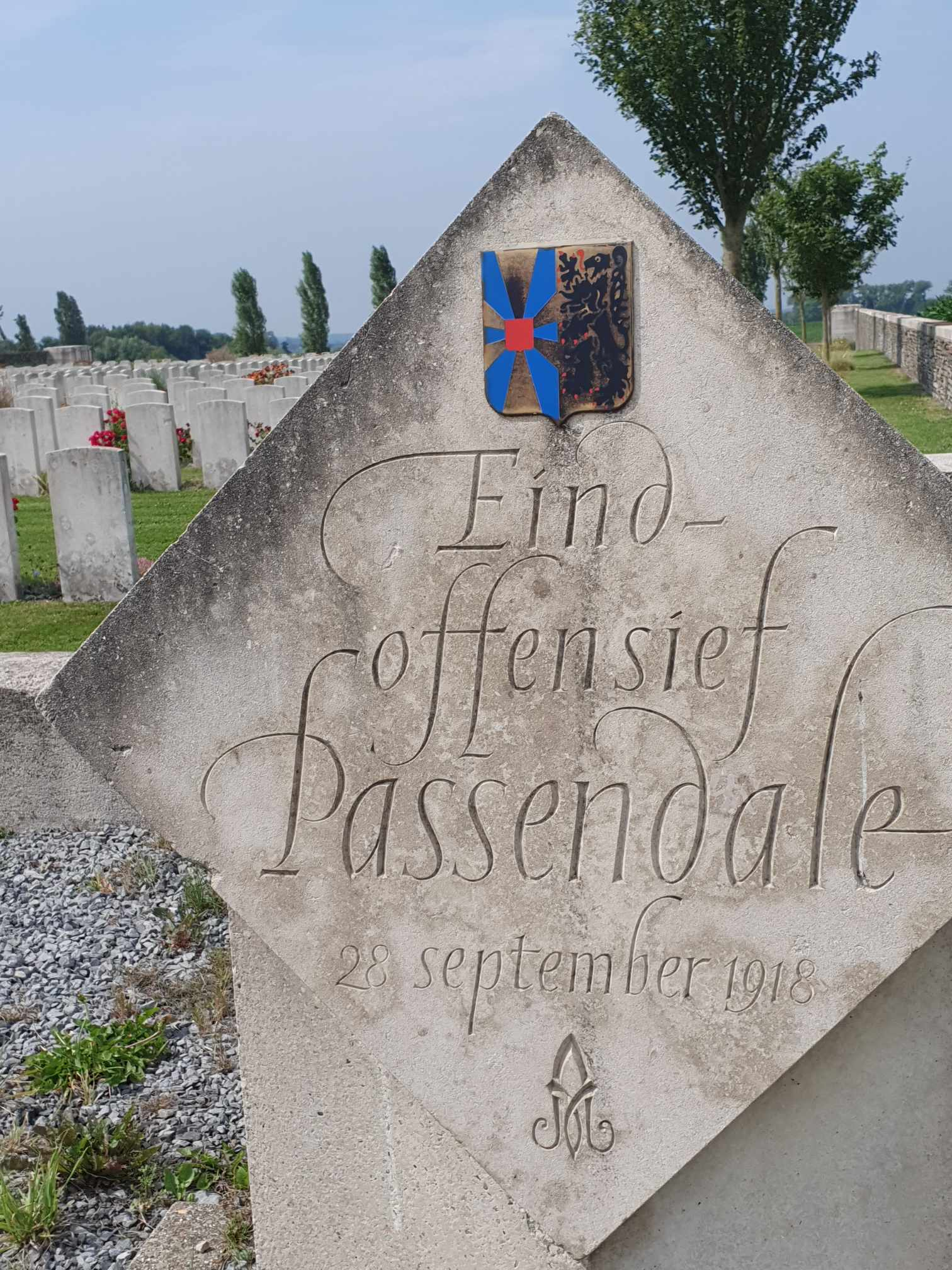
Passchendaele New Britisch Cemetery - 's Graventafelstraat (Eindoffensief)

Tegen 20 september raakten een groot deel boerderijen weer in geallieerde handen (Iberian Farm, Delva Farm, Gallipoli Redoubt). De Zonnebeekstraat kon worden ingenomen, waarna er de Britse opmars naar 's Graventafel volgde. De Pondfarm lag opnieuw achter Britse linies. Er werd geschat dat tijdens de periode van 31 juli - 26 september 1917 vele honderden Britten stierven rond de hoeve.

#### Einde van de Derde slag om Ieper
Sint-Juliaan was terug in geallieerde handen. Het dorp ging dienen als basis voor voorraadtransporten van voedsel en munitie. De Derde Slag om Ieper eindigde pas op 6 november 1917 met de verovering van Passendale. Dit na nog hevige gevechten: Slag bij Polygoonbos (26 september - 3oktober 1917), de Slag bij Broodseinde (4 oktober 1917), de slag bij Poelkapelle ((9 oktober 1917), de eerste slag bij Passendale (12 oktober 1917) en uiteindelijk de tweede slag bij Passendale (26 oktober - 6 november 1917). Na de Derde Slag om Ieper, werd er niet méer om de Pondfarm gevochten.